# 阿里亚绒蛤
阿里亚绒蛤（学名：Borniopsis ariakensis）是絨蛤屬的一個物種。絨蛤屬舊屬帘蛤目猿头蛤科，今屬簾蛤目的小凱利蛤科。

## 分佈
本物種主要分佈於中国大陆，常栖息在潮下带20米左右。